# Обликов, Иван Сергеевич
Ива́н Серге́евич О́бликов (20 июня 1914 — 14 октября 1943) — командир миномётного расчёта, старший сержант. Герой Советского Союза.

## Биография
Родился 20 июня 1914 года в селе Чернолесское ныне Новоселицкого района Ставропольского края.
Проходил срочную службу 1936 по 1938 год на Черноморском флоте. Вновь призван в армию в июле 1941 года. Воевал на Западном, Юго-Западном, Воронежском и Центральном фронтах.
Указом Президиума Верховного Совета СССР от 17 октября 1944 года за мужество и героизм, проявленные в Черниговско-Припятской операции, Обликову Ивану Сергеевичу присвоено звание Героя Советского Союза.
14 октября 1943 года во время боев на Днепровском плацдарме за село Ясногородка пропал без вести.